# Valea Katharina Scalabrino
Valea Katharina Scalabrino (Berlino, 24 luglio 1990) è un'attrice tedesca.

## Biografia
Valea Scalabrino è nata a Berlino. All'età di sei anni, ha debuttato in "Love Boat". In seguito ha interpretato altri ruoli televisivi e cinematografici, tra cui un film di Rosamunde Pilcher e poi nella soap opera tedesca My Life in onda su Rete 4. Dal aprile 2010, è nel cast di "Among Us" nel ruolo di Sina Uhland.

## Filmografia
- Rosamunde Pilcher (1997)
- La nave dei sogni (Das Traumschiff, 1998)
- Balko (1998)
- Il nostro amico Charly (1998-2005)
- Die Todesfahrt der MS SeaStar (1999)
- Gefährliche Hochzeit (1999)
- Ein starkes Team (2000)
- Tatort (2003)
- My Life (2006-2010)
- Unter uns (2010-2011)
- Das perfekte Dinner (2012)